# Jeanne d’Arc (1899)

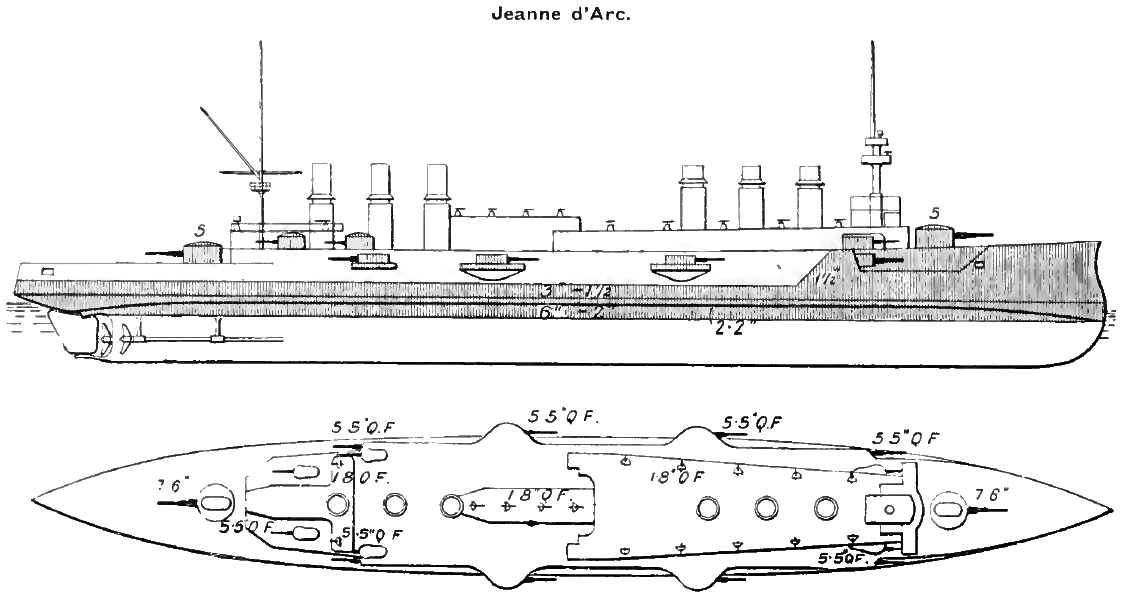
Schemat opancerzenia i uzbrojenia (niedokładny). Okręt nie miał górnych nadbudówek w takiej formie, a drugie z trzech burtowych dział 138,6 mm (5 5 QF) na pokładzie górnym powinno być pośrodku długości

Jeanne d’Arc – francuski krążownik pancerny z przełomu XIX i XX wieku. Jedyny okręt swojego typu, służył podczas I wojny światowej. Okręt nazwano na cześć Joanny d’Arc, jako czwarty okręt o tej nazwie.

## Historia
W ostatniej dekadzie XIX wieku marynarka francuska zbudowała duży krążownik pancernopokładowy I klasy przeznaczony specjalnie do służby kolonialnej „D’Entrecasteaux”. Zaaprobowano budowę drugiego podobnego okrętu tego rodzaju o nazwie „Jeanne d’Arc”, projektu inżyniera Tréboula, lecz urzędujący od listopada 1895 roku minister marynarki Édouard Lockroy anulował to zamówienie i nakazał zamiast niego opracować projekt krążownika pancernego o możliwie wysokich parametrach. Wymagana była szybkość 23 węzły i pancerz chroniący przed pociskami brytyjskich dział kalibru 152 mm, a jednocześnie oceaniczny zasięg pływania i dzielność morska. Uzbrojenie natomiast nie musiało być silne, gdyż przewidywano, że głównym przeciwnikiem będą brytyjskie krążowniki II klasy pełniące służbę na zamorskich stacjach.
Autorem ostatecznego projektu był inż. Emile Bertin. Budowa została zamówiona 28 grudnia 1895 roku, w ramach budżetu na 1896 rok. Stępkę pod budowę okrętu położono 24 października 1896 roku w państwowej stoczni Marynarki (Arsenale) w Tulonie. Budowę wydłużyła między innymi dokonana w projekcie zmiana artylerii głównej, którą pierwotnie miały stanowić dwa działa kalibru 240 mm (jak w „D’Entrecasteaux”), na rzecz bardziej szybkostrzelnych dział kalibru 194 mm. Zamieniono też 12 dział kalibru 100 mm na pokładzie górnym na sześć dział kalibru 138,6 mm. Kadłub wodowano 8 czerwca 1899 roku, jeszcze bez maszyn głównych z uwagi na nieukończenie ich na czas, do których montażu przystąpiono w lutym 1900 roku. Kotły uruchomiono 20 lutego 1901 roku. Okręt został wcielony przez marynarkę do prób 1 marca 1901 roku. Próby prowadzone w latach 1901-1902 wykazały konieczność wprowadzenia poprawek. Do służby okręt został ostatecznie przyjęty 19 maja 1903 roku. Koszt budowy wyniósł 22 miliony franków (równowartość 875 tys. funtów szterlingów). Okręt był klasyfikowany jako krążownik I klasy.

## Opis
„Jeanne d’Arc” reprezentował czwarty chronologicznie typ francuskich krążowników pancernych, zasadniczo odmienny i ponad dwukrotnie większy od poprzednich (bezpośrednio poprzedzającym go typem był „Pothuau”). Rozpoczynał on grupę podobnych do siebie dużych, wielokominowych francuskich krążowników pancernych. Całkowitej zmianie uległa sylwetka okrętu – zrezygnowano z typowego dla francuskich krążowników długiego wystającego dziobu w formie pługa na rzecz lekko tylko wygiętej dziobnicy taranowej, jak w konstrukcjach innych państw. Najbardziej charakterystycznym elementem sylwetki stało się sześć kominów, rozmieszczonych w dwóch grupach po trzy (był to pierwszy okręt z tak dużą ilością kominów). Architektura okrętu, przede wszystkim rozmieszczenie dwóch grup kominów oraz długi kadłub z wysokimi burtami i pokładem dziobowym ciągnącym się prawie na 4/5 długości kadłuba, stały się typową cechą kolejnych francuskich krążowników pancernych, do końca istnienia tej klasy.
Mimo swojej wielkości, okręt miał tylko nieco silniejsze uzbrojenie od poprzednich typów. Na pokładzie dziobowym, blisko dziobu była umieszczona wieża działa 194 mm L/45 Mle 1893-96, a bezpośrednio za nią nadbudówka dziobowa z wieżą dowodzenia i bojowym masztem z platformą działek (lżejszym, niż na poprzednich typach). Za nadbudówką znajdowała się pierwsza grupa trzech wysokich kominów, a za śródokręciem – druga grupa. Za rufową grupą kominów była mała nadbudówka rufowa z masztem rufowym, a dalej, za uskokiem pokładu, druga wieża działa 194 mm na pokładzie rufowym. Artylerię średnią stanowiło 14 dział kalibru 138,6 mm L/45 (model Mle 1893), rozmieszczonych na burtach, z maskami przeciwodłamkowymi grubości 76 mm, z tego 8 w kazamatach pod poziomem pokładu górnego (po 4 na burtę) i 6 na pokładzie górnym (po 3 na burtę). Uzbrojenie uzupełniało szesnaście półautomatycznych armat 47 mm, sześć półautomatycznych armat 37 mm (1-funtowych) i dwie podwodne wyrzutnie torped kal. 450 mm. Salwa burtowa miała masę 417 kg.
Opancerzenie kadłuba obejmowało burtowy pas pancerny na linii wodnej o wysokości 4,3 m. Dolny – główny pas o wysokości 2,5 m miał grubość 150 mm, zmniejszającą się do 50 mm na dolnej krawędzi i kończył się przed samą rufą, za maszyną sterową, poprzeczną grodzią grubości 100 mm. Górna część pasa miała grubość 100 mm, zmniejszającą się do 40 mm na końcach, a w części dziobowej była przedłużona na wysokość aż do pokładu dziobowego. Wewnętrzny wypukły pokład pancerny miał grubość 66 mm na powierzchni poziomej i 36 mm na bocznych skosach. Ponadto, nad pasem pancernym był płaski pokład pancerny grubości 18 mm. Przestrzeń między pokładami pancernymi była podzielona na niewielkie przedziały w celu zmniejszenia ryzyka zatopienia. Wieże dział miały z przodu i po bokach pancerz 120 mm, a grubszy 160 mm z tyłu (prawdopodobnie w celu wyważenia), natomiast barbety miały pancerz 140–50 mm. Kazamaty artylerii średniej były w formie półotwartych sponsonów, lekko opancerzonych (40 mm); działa miały w nich własne maski 76 mm. Wieża dowodzenia miała pancerz 150 mm. Pancerz był wykonany ze stali niklowej typu Harveya (o większej odporności, niż na poprzednich krążownikach pancernych). Ogólnie pancerz burtowy pokrywał jedynie ok. połowy nadwodnej powierzchni burt.
Krążownik wyposażony był w 36 kotłów parowych Guyot du Temple i trzy maszyny parowe potrójnego rozprężania (z tłokami pionowymi). Każdy z 6 kominów obsługiwał jedną kotłownię, z 6 kotłami. Maszynownia znajdowała się na śródokręciu, pomiędzy dziobową a rufową grupą kotłowni. Zapas węgla wynosił normalnie 1400, maksymalnie 2100 t. Mimo dużej mocy siłowni, nie zdołano osiągnąć projektowej prędkości 23 węzły, a na próbach osiągnięto maksymalnie jedynie 21,7 w. Do wad okrętu należała także słaba manewrowość – taktyczna średnica cyrkulacji wynosiła aż ok. 2000 m.

## Służba
Jeszcze przed pełnym przyjęciem do służby, wiosną 1903 roku „Jeanne d’Arc” posłużyła jako jacht dla prezydenta Émile′a Loubeta, zabierając go 14 kwietnia z Marsylii w podróż do Algieru i Bizerty i docierając z powrotem do Marsylii 29 kwietnia. 19 maja okręt został ostatecznie przyjęty do służby. 20 maja okręt opuścił bazę w Tulonie i przepłynął następnie do Brestu, wchodząc od 1 czerwca w skład Eskadry Północnej w miejsce „Bruix”. Pełnił tam rolę okrętu flagowego dywizjonu krążowników kadm. Bugarda. Od 14 września 1903 roku jednak okręt musiał zostać wycofany do rezerwy z uwagi na problemy z kotłami i skierowany do naprawy. W maju 1905 roku został obsadzony do prób morskich, lecz 6 sierpnia ponownie wycofany do rezerwy. W lipcu 1906 roku „Jeanne d’Arc” powróciła na Morze Śródziemne, będąc od 26 maja przydzielony jako okręt flagowy kadm. Campiona w Eskadrze Lekkiej Morza Śródziemnego, w miejsce „Marseillaise”. Przejście na Morze Śródziemne połączono z uczestnictwem w dużych lipcowych manewrach floty u wybrzeży Algierii. Dowódcą okrętu był wówczas komandor Émile Guépratte. Służąc na Morzu Śródziemnym, okręt kilkakrotnie odwiedzał kolonie afrykańskie. 18 października 1906 roku krążownik zawiózł ministra marynarki Gastona Thomsona na miejsce zatonięcia okrętu podwodnego „Lutin” pod Bizertą, w celu badania przyczyn awarii. 24 marca 1907 okręt wyszedł z Tulonu i odwiedził porty północnej Afryki, a 11 czerwca przeszedł na Atlantyk do Cherbourga, a następnie Brestu, po czym po naprawach powrócił w lipcu do Tulonu. W lutym 1908 roku doszło do wypadku przy jednym z kotłów, na skutek którego zginęło pięciu marynarzy, a trzech odniosło poparzenia. 15 lutego tego roku okręt przeszedł do Brestu i został tam 15 kwietnia przeniesiony do rezerwy w celu napraw, z zamiarem adaptacji na okręt szkolny dla podchorążych. 20 maja 1911 roku został przywrócony do służby, przydzielony do 3. Dywizjonu Eskadry Rezerwowej, lecz prawdopodobnie dalej przebywał w Breście.
1 maja 1912 roku „Jeanne d’Arc” została przydzielona do dywizjonu Szkoły Oceanicznej kontradmirała Bouxina, pozostając początkowo w rezerwie. 10 października rozpoczęła pierwszy rejs szkolny na Atlantyk i morza: Śródziemne, Bałtyckie i Północne, odwiedzając m.in. Bahię w Brazylii, Port-de-France, Dakar, Neapol, Bizertę, Kronsztad, Bergen, Trondheim, powracając do Brestu 29 lipca kolejnego roku. 10 października 1913 roku okręt wyruszył w drugi daleki rejs szkolny, na Ocean Indyjski, powracając przez Kanał Sueski do Brestu 27 lipca 1914 roku.
Po wybuchu I wojny światowej, 2 sierpnia 1914 roku „Jeanne d’Arc” została przydzielona do 1. Dywizjonu Krążowników 2. Eskadry Lekkiej Eskadry Północnej w Cherbourgu. Dowódcą był wówczas komandor Grasset. Początkowo w sierpniu okręt patrolował w kanale La Manche, lecz nie doszło do starcia z niemiecką flotą. 
W kwietniu 1915 roku krążownik został wysłany na wschodnie Morze Śródziemne ku wybrzeżom Syrii, gdzie wszedł w skład 2. Dywizjonu 3. Eskadry, wraz z pancernikami „Jauréguiberry” i „Henri IV”. Eskortował transporty francuskich wojsk i wziął udział w desancie pod Gallipoli. 25 kwietnia został trafiony dwoma pociskami, które wywołały niewielki pożar w magazynie pocisków 138,6 mm. 4 lipca ostrzelał niemiecki konsulat w Aleksandretcie, a po 12 sierpnia z pancernikiem „Jauréguiberry” ostrzeliwał węzeł kolejowy na wschód od Hajfy. Od sierpnia do grudnia dowódcą krążownika był komandor Voisin. 31 sierpnia z pancernikiem „Jaureguiberry” uczestniczył w zajęciu wyspy Arwad (Ruad) o wybrzeży Syrii, której gubernatorem został wyznaczony oficer z „Jeanne d’Arc”. Między 8 a 22 września 1915 roku jako okręt flagowy wiceadmirała Louisa Dartige du Fourneta dowodził eskadrą, która ewakuowała 4092 Ormian broniących się przed ludobójstwem ze strony Turków w masywie Musa Dagh (sama „Jeanne d’Arc” nie zabrała uchodźców). Na początku 1916 roku okręt został wycofany do rezerwy w Bizercie. W maju 1916 roku krążownik został przydzielony do 4. Dywizjonu Lekkiego operującego na Atlantyku, jako okręt flagowy kontradmirała Grasseta. Od końca września 4 Dywizjon operował z Indii Zachodnich, lecz pod koniec roku wycofano krążowniki z patroli na Atlantyku z uwagi na zbyt duże zagrożenie ze strony okrętów podwodnych. W 1917 roku „Jeanne d’Arc” nadal bazowała w Fort-de-France na w składzie 4. Dywizjonu, przemianowanego w maju na Dywizjon Atlantyku i Antyli, po czym 21 listopada 1917 roku powróciła na remont do Brestu, w którym przebywała nadal w 1918 roku.
Po wojnie 1 września 1919 roku okręt został przywrócony do służby, ponownie pełniąc rolę okrętu szkolnego. Do 1928 roku odbył dziewięć dalekich rejsów szkolnych, po czym został zastąpiony przez krążownik „Edgar Quinet”. W 1928 roku został wycofany z czynnej służby. W związku z budową nowego krążownika „Jeanne d’Arc”, w 1929 lub 1930 roku został przemianowany na „Jeanne d’Arc II”. Z listy floty został skreślony 15 lutego 1933 roku i ostatecznie skasowany 21 marca tego roku oraz Jordan i Caresse 2019 ↓, s. 61. 9 lipca 1934 roku okręt został sprzedany na złom stoczni w La Seyne koło Tulonu i 11 sierpnia 1934 roku odholowany tam w celu złomowania.
Według niektórych starszych publikacji, okręt miał służyć dalej jako okręt-cel; zdobyty przez Niemców w 1940. Zachodzi tu jednak pomyłka z krążownikiem „Gueydon”, który służył w porcie w Breście jako atrapa pozorująca niemiecki pancernik „Scharnhorst”.